# Entolomataceae
Entolomataceae is een botanische naam van een familie van schimmels. 

## Soorten
De volgende soorten hebben een artikel op de Nederlandse Wikipedia:
- Blauwe satijnzwam (Entoloma nitidum)
- Bruine satijnzwam (Entoloma sericeum)
- Geribbelde satijnzwam (Entoloma undatum)
- Giftige satijnzwam (Entoloma sinuatum)
- Grijsbruine zalmplaat (Clitopilus caelatus)
- Grote molenaar (Clitopilus prunulus)
- Harde voorjaarssatijnzwam (Entoloma clypeatum)
- Tepelsatijnzwam (Entoloma papillatum)
- Vleeskleurige zalmplaat (Clitopilus geminus)
- Zwartbruine satijnzwam (Entoloma vindobonense)
- Zwartwordende zalmplaat (Clitopilus popinalis)
- Zwartsneesatijnzwam (Entoloma serrulatum)

## Geslachten
Volgens Index Fungorum bevat het de volgende 16 geslachten:
1. Alboleptonia
2. Calliderma
3. Claudopus
4. Clitocella
5. Clitopilopsis
6. Clitopilus
7. Entocybe
8. Entoloma
9. Nolanea
10. Leptonia
11. Pouzarella
12. Rhodocybe
13. Rhodocybella
14. Rhodophana
15. Rhodogaster
16. Richoniella